# Ganghwa
Ganghwa (Hangul: 강화도) is een eiland voor de westkust van Zuid-Korea, vlak bij de monding van de Han. Met een omtrek van ruim 300 km² het eiland het grootste deel van Ganghwa County, dat deel uitmaakt van de gemeente Incheon. Het eiland telt 65.500 inwoners, waarvan ongeveer de helft in het noordoostelijk gelegen Ganghwa-eup (Ganghwa stad) woont.
Het eiland ligt in de monding van de Hanrivier in Korea. Het is zo'n 28 kilometer lang en 22 kilometer breed. Het hoogste punt is de berg Mani-san: 469 meter boven zeeniveau. Ganghwa is het op vier na grootste eiland van Zuid-Korea.

## Buitenlandse strafexpedities
Door de ligging van het eiland voor de monding van de Han, zijn er diverse verdedigingswerken die tot taak hadden de hoofdstad Seoul te beschermen tegen buitenlandse aanvallen. In de 19e eeuw werd het eiland belaagd door verschillende strafexpedities. In het midden van de jaren 1860 werden in Korea diverse Franse missionarissen en Koreaanse katholieken om het leven gebracht. Dit resulteerde in 1866 tot een Franse strafexpeditie. De Fransen, onder bevel van admiraal Pierre-Gustave Roze, poogden de hoofdstad te bereiken via de Han, maar door een gebrek aan goede kaarten, vielen ze het eiland aan. Hier bleven ze enkele weken en vielen versterkte kloosters aan, maar hevige weerstand van de Koreanen deden de Fransen besluiten zich terug te trekken.
In 1866 arriveerde het Amerikaanse schip General Sherman in Pyongyang. Het was een zeilschip met bewapening. Het schip was de Taedongrivier opgevaren met het doel handel te drijven. Dit werd geweigerd en de Amerikanen kregen het advies de stad en land te verlaten. Dit advies werd genegeerd en de bemanning ontvoerde en gijzelde een hoge Joseon-functionaris en twee assistenten. Dit werd niet geaccepteerd en de Koreaanse autoriteiten brachten de boot tot zinken en doodden de overlevende bemanning. Enige jaren bleef het onduidelijk voor de Amerikaanse autoriteiten wat er met de General Sherman en bemanning was gebeurd. In juni 1871 volgde een Amerikaanse aanval na dit incident. Troepen onder leiding van vice-admiraal John Rodgers namen vijf forten op het eiland in, maar trokken zich ook terug toen de Koreanen bleven weigeren te onderhandelen.
Na een diplomatieke rel in 1868, waarbij Korea weigerde de keizer van Japan te erkennen, beschoot in juni 1875 een Japanse kanoneerboor Un'yō diverse Koreaanse versterkingen. Met de superieure bewapening van de Un'yō werden de kanonnen op de Koreaanse forten het zwijgen opgelegd en landde een troepenmacht op het eiland die de lokale gemeenschappen plunderde. De Japanse marine blokkeerde de toegangen tot de hoofdstad en dwong in 1876 het Verdrag van Ganghwa waarmee Korea werd geopend voor de handel met Japan.